# Mosaico di Zliten
Il mosaico di Zliten è un mosaico pavimentale romano risalente al II secolo d.C. circa, trovato nella città di Zliten, in Libia, situata a est dell'antica città di Leptis Magna. Fu scoperto nel 1913 dall'archeologo italiano Salvatore Aurigemma ed è attualmente esposto nel Museo archeologico di Tripoli. Raffigura combattimenti di gladiatori, cacce agli animali e scene di vita quotidiana.

## Storia
Il mosaico fu scoperto nell'ottobre del 1913 tra le rovine di una villa romana in riva al mare, chiamata in seguito villa Dar Buk Ammera dal nome della zona in cui fu trovata. Dopo essere stato completamente dissotterrato e reso visibile dagli scavi condotti da Salvatore Aurigemma, dal 22 giugno al 18 agosto 1914, fu subito considerato un capolavoro dell'arte musiva, anche se aveva urgente bisogno di conservazione e restauro. Nel 1920 fu restaurato ed esposto nel museo archeologico di Tripoli. Nel 1952 venne spostato con il museo nella sua nuova sede dov'è in bella mostra vicino alla sala d'ingresso.

## Controversie sulla datazione
Diverse sono state le controversie legate alla datazione del mosaico, per lo più basate su confronti archeologici o stilistici, ma la questione rimane irrisolta.

Nella sua opera del 1926 I mosaici di Zliten Aurigemma ne stima la datazione attorno agli anni della dinastia dei Flavi (69-96 d.C.). Questa cronologia renderebbe il mosaico uno dei primi conosciuti del Nordafrica. Aurigemma basa la sua ipotesi su tre argomentazioni:
- La qualità della lavorazione di un mosaico della stessa villa, collocato in una sala attigua, suggerisce una datazione il più possibile vicina all'età augustea (inizio I sec.);
- L'acconciatura della donna raffigurata mentre suona l'organo idraulico è tipica del periodo flavio;
- La rappresentazione musiva della damnatio ad bestias ricorda ad Aurigemma la sconfitta dei Garamanti narrata da Tacito e datata attorno all'anno 70.[6]

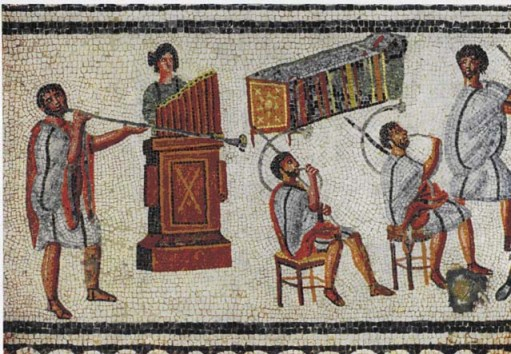
Particolare di musici che suonano una tuba romana, un organo idraulico e una coppia di cornua

Nel 1965 lo studioso francese Georges Ville esaminò il mosaico sulla base delle testimonianze storiche fornite dai costumi e dalle armi dei personaggi raffigurati nelle sezioni del mosaico che rappresentavano la venatio (ossia la caccia) e il munus (il combattimento con la spada). Ville osservò che la tunica di manica corta e i cacciatori con le gambe scoperte e prive di protezioni sembrano risalire alla fine del I o all'inizio del II secolo, mentre gli elmi indossati dai gladiatori thraex e murmillo sembrano appartenere a un periodo intermedio tra quello di Pompei e quello dei gladiatori del tempo di Traiano. Per queste ragioni Ville data il mosaico tra la fine del periodo flaviano e l'inizio del periodo antonino, ossia tra la fine del I e l'inizio del II secolo.
Anche l'analisi comparativo-stilistica di Christine Kondoleon, storica dell'arte romana, sostiene la datazione del periodo antonino come risultato dei molteplici elementi di disegno del mosaico. Il suo disegno utilizza contorni di corda intrecciata o attorcigliata attorno ad ogni pannello, con sfondi neri che forniscono contrasto ottico e pannelli che alternano motivi circolari e quadrati. Queste caratteristiche sono simili a quelle di un mosaico di Reggio Emilia, collocato nel periodo antonino. La Kondoleon sottolinea anche legami tra i singoli disegni di questi mosaici, specialmente nelle forme floreali semplificate e nei motivi in scala. Inoltre Kondoleon cita l'inclusione del peltarion, uno scudo leggero romano, come ulteriore collegamento con altri mosaici italiani di quel periodo.
Nel 1985 David Parrish, professore di storia dell'arte, propose la datazione intorno all'anno 200, periodo appartenente alla prima dinastia dei Severi. Parrish evidenzia le somiglianze trovate confrontando l'equipaggiamento militare dei due sanniti nel mosaico di Zliten con i guerrieri in un mosaico di Bad Kreuznach, in Germania, datato attorno al 250 d.C. Lo studioso ha svolto un confronto simile tra il duello rappresentato tra retiarius e secutor nel mosaico di Zliten e quello nel mosaico di Nennig in Germania, datato tra il 240 e il 250. Parrish sottolinea anche che il mosaico dell'anfiteatro di El Jem in Tunisia, datato nell'anno 200, presenta legami particolarmente evidenti con il mosaico di Zliten per la rappresentazione realistica degli spazi su sfondo bianco e per l'assenza di ombre e di appezzamenti di terreno isolati. Questa metodologia, basandosi su parallelismi stilistici tra le opere troppo ampi, è stata criticata da alcuni studiosi, tra cui la storica dell'arte romana Katherine Dunbabin.

## Composizione del mosaico

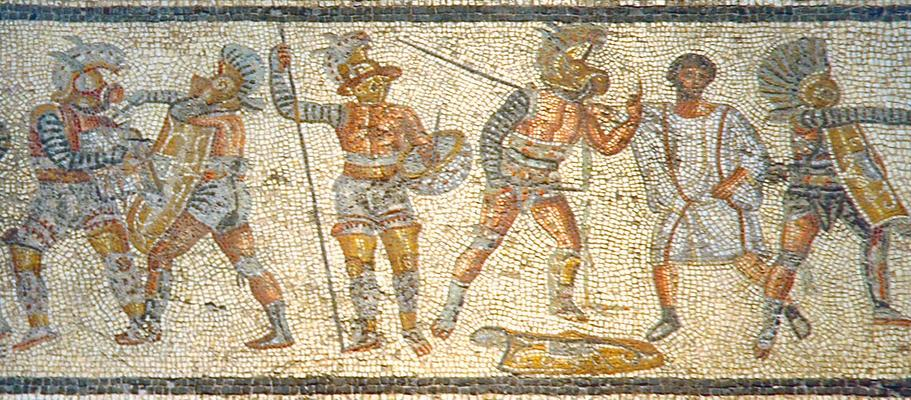
Frammento raffigurante un combattimento gladiatorio

Parte del mosaico è stata realizzata combinando tre tecniche: l'opus tessellatum, l'opus vermiculatum e l'opus sectile.
Il bordo geometrico esterno bianco e nero è stato realizzato con la tecnica dell'opus tessellatum.
La parte centrale del mosaico è costituita da pannelli geometrici quadrati alternati di 45 cm di lato, realizzati con la tecnica dell'opus sectile. All'interno di questi pannelli si trovano emblemi circolari rappresentanti pesci e altri animali marini realizzati con la tecnica dell'opus vermiculatum.